# Sidi-Saiyyed-Moschee (Ahmedabad)

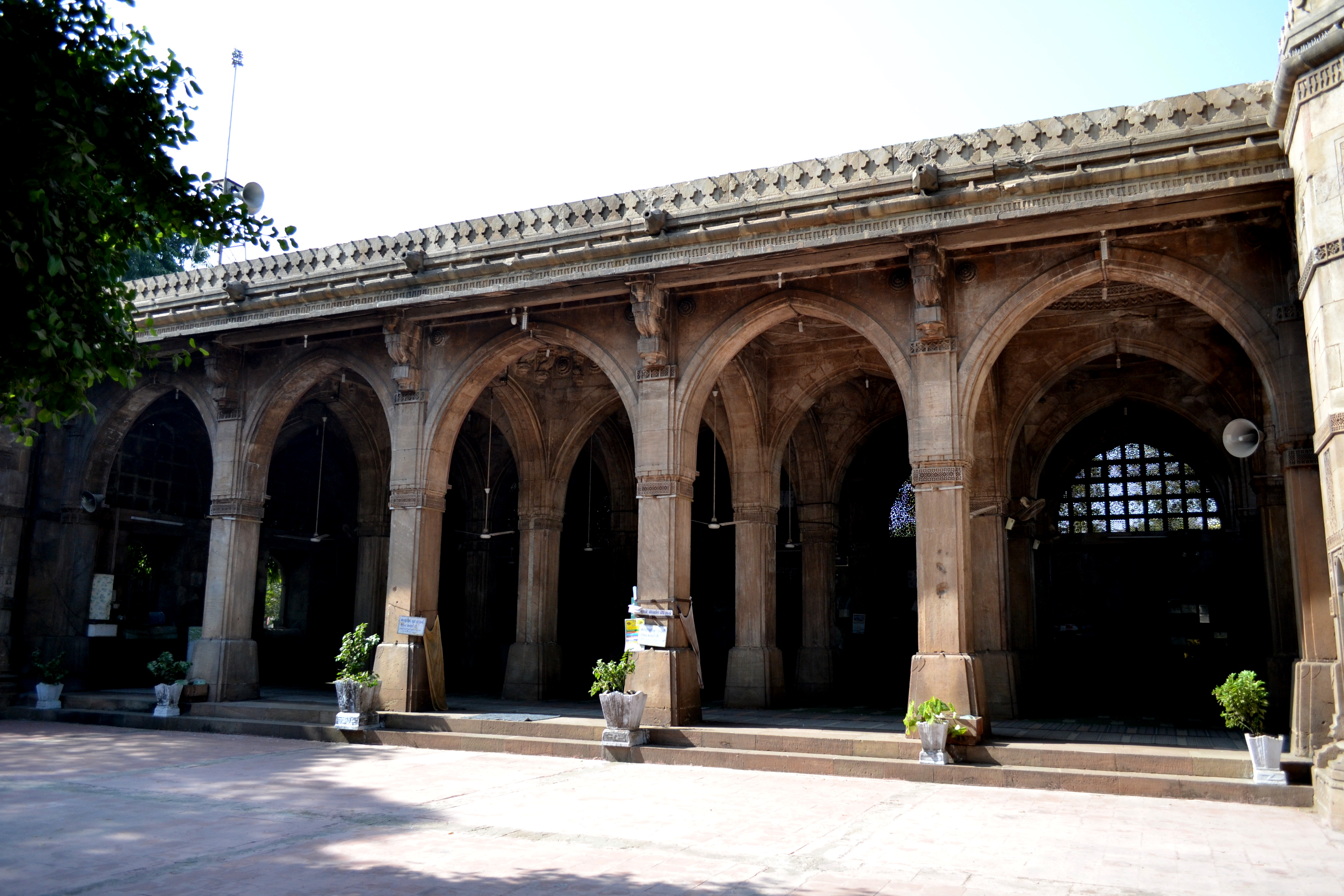
Frontseite der Sidi Saiyyed-Moschee

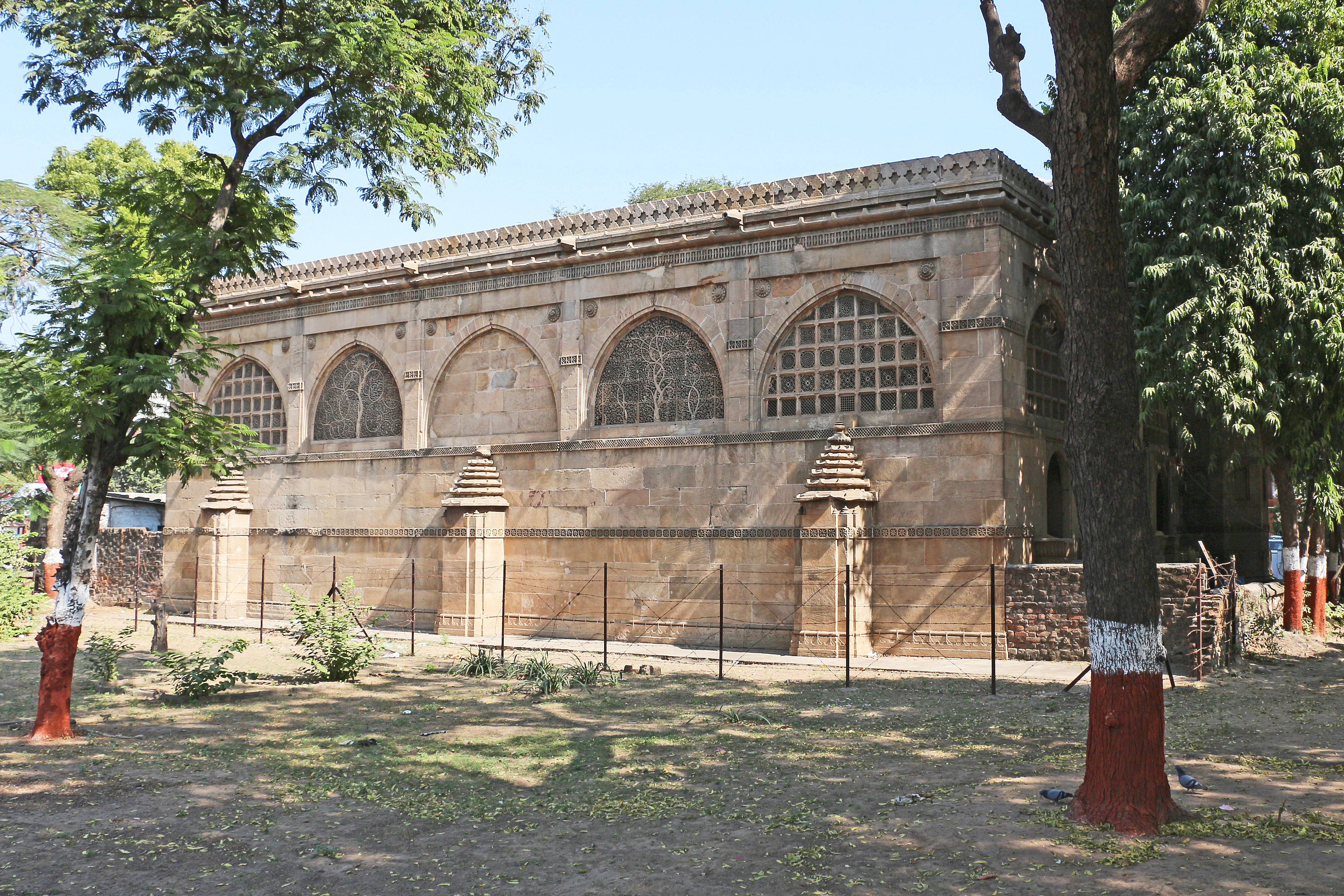
Rückseite der Sidi Saiyyed-Moschee

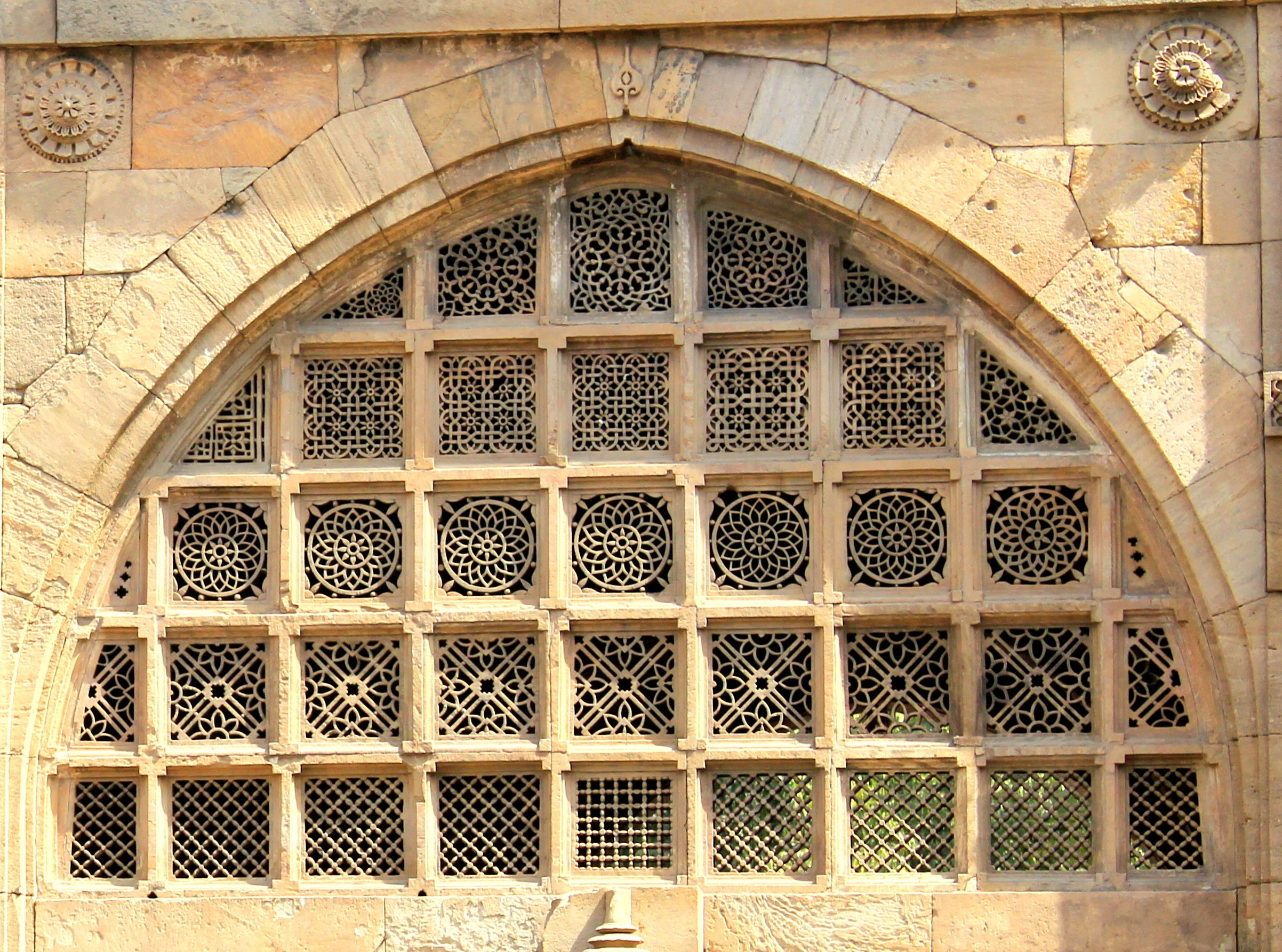
Geometrisches Jali-Fenster

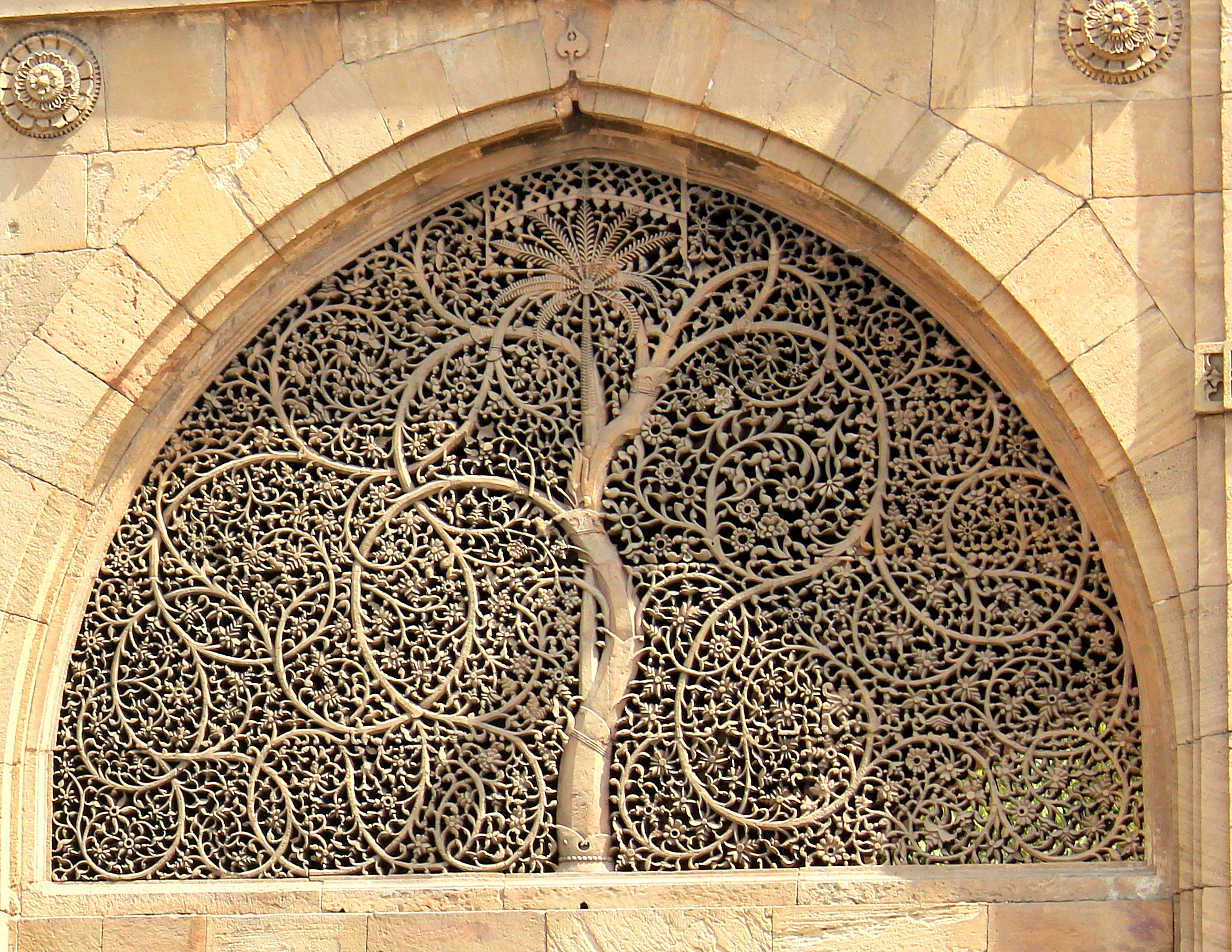
Vegetabilisches Jali-Fenster

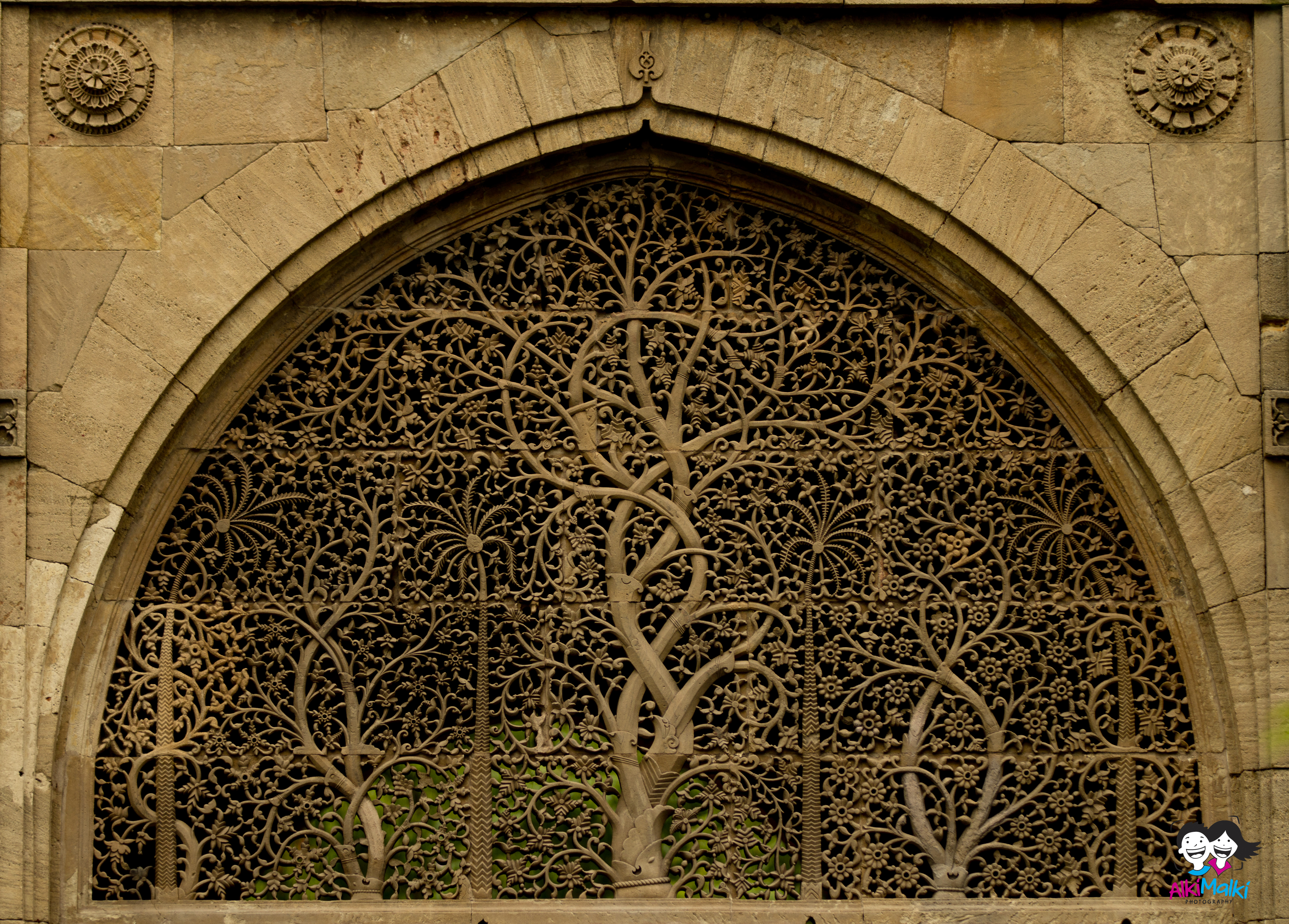
Vegetabilisches Jali-Fenster

Die Sidi Saiyyed-Moschee in der Stadt Ahmedabad im indischen Bundesstaat Gujarat ist ein eher unscheinbarer Moscheebau der Indo-islamischen Architektur, der jedoch über zwei der schönsten und berühmtesten Jali-Fenster der islamischen Kunst verfügt.

## Lage
Die Sidi Saiyyed-Moschee war die Moschee eines Stadtviertels unweit des Sabarmati-River im Zentrum der Altstadt von Ahmedabad, die allerdings heute aufgrund mehrerer Hochhausbauten ihren ursprünglichen Charakter weitgehend verloren hat. Die Haupt- oder Freitagsmoschee (Jama Masjid) befindet sich etwa 1 km südöstlich.

## Geschichte
Die Moschee wurde in den Jahren 1572/3 von Siddi Saeed oder Sidi Saiyyed, einem Abessinier im Gefolge von Bilal Jhajar Khan, einem General im Heer des letzten Sultans von Gujarat, Shams-ud-Din Muzaffar Shah III., erbaut. Der Bauherr wird als gebildeter Mann beschrieben. Er starb im Jahr 1576, sein Grab befindet sich auf der Nordseite des Moscheegrundstücks.

## Moschee

### Architektur
Die Moschee ist ein kleiner rechteckiger Bau von ca. 22 × 12 m Seitenlänge aus gelblichem Sandstein ohne die bei indischen Moscheen ansonsten so dominanten Kuppeln und Minarette. Die Frontseite ist durch fünf Arkaden geöffnet, die nach Mekka ausgerichtete Rückwand (qibla) und die Seitenwände sind dagegen geschlossen; nur die halbmondförmigen Fenster in den oberen Wandbereichen lassen gedämpftes Licht in den Raum. Das ca. 6,50 m hohe Innere der Moschee besteht aus drei quergelagerten Bogenreihen mit jeweils fünf Jochen; alle Segmente sind mit flachen Kragkuppeln bedeckt. In der Mitte der Rückwand befindet sich die – ausnahmsweise als eine Art Pfeiler auch nach außen in Erscheinung tretende – Mihrab-Nische; die von zwei weiteren Nischen in den beiden äußeren Segmenten begleitet wird. Das Dach der Moschee besteht im Wesentlichen aus den leicht gewölbten Decken der 15 flachen Kuppeln des Innern und ist von einer zinnenartig gestalteten Brüstungsmauer umgeben, aus welcher zahlreiche kleine Wasserspeier hervorragen.

### Jali-Fenster
Während die beiden äußeren Jali-Fenster der Rückwand mit sich wiederholenden geometrischen Motiven (Rauten, Flechtbänder etc.) innerhalb von zahlreichen quadratischen Feldern gestaltet sind, zeigen die beiden inneren Halbmondfenster vegetabilische Motive: Eines zeigt einen blühenden Baum, dessen sich windendes und ineinander verschlingendes Astwerk bis auf den Boden herabhängt, wobei die Zweige immer dünner und zierlicher werden; dahinter erhebt sich eine astlose Palme. Das andere präsentiert ein ähnliches Motiv, das sich allerdings aus sieben nebeneinander stehenden Bäumen entwickelt, von denen drei eindeutig als Palmen gekennzeichnet sind und somit über kein Astwerk verfügen. Die Bäume können als Sinnbilder des Paradieses (janna) gedeutet werden, das ja nach der Vorstellung des Koran als Garten (riadh) zu verstehen ist (Sure 55, 46ff). Abū Huraira (7. Jh.), Sahl ibn Sa'd (7./8. Jh.) und al-Buchārī (9. Jh.) erwähnen einen Ausspruch Mohammeds (Hadith), wonach es im Paradies einen Baum gibt, „in dessen Schatten ein Reiter hundert Jahre lang dahinreiten kann, ohne je den äußeren Rand des Schattens zu erreichen.“

## Sonstiges
Bis heute ist unklar, ob der Moscheebau und/oder die Jali-Fenster von Hindu-Handwerkern oder von Moslems errichtet bzw. gefertigt wurden. Die Konsolsteine der Portalpfeiler sowie die flachen Kragkuppeln im Innern des Moscheesaales lassen auf Hindus schließen, wohingegen die exakt behauenen Portal- und Fensterbögen eher auf Muslime hindeuten.